# Волков, Николай Васильевич (кларнетист)
Николай Васильевич Волков (20 января 1944 — 10 июля 2009) — российский кларнетист, заслуженный работник культуры РФ, кандидат искусствоведения (1987), профессор Российской академии музыки им. Гнесиных.

## Биография
Окончил Ростовскую школу музыкантских воспитанников (класс П. Челышева, 1963), музыкальное училище Ростова-на-Дону (класс М.Трибуха), Одесскую консерваторию (класс К. Мюльберга, 1968—1973), аспирантуру при Московском музыкально-педагогическом институте (рук. профессора И. Мозговенко, И. Пушечников, 1975—1976). Преподаватель Николаевского филиала Киевского института культуры (1973—1976), с 1985 года преподаватель музыкальной школы им. Гнесиных, доцент института им. Гнесиных (1982—2009). Лауреат Республиканского конкурса (Киев, 1968).
Николай Васильевич автор многих научных трудов, значения которых для развития музыкальной культуры в области духовой музыки трудно недооценить. Среди них: «Экспериментальное исследование некоторых факторов процесса звукообразования на язычковых духовых инструментах», «Содержание музыкально-художественного развития» («Музыка и Время», 2007), «Теория и практика игры на духовых инструментах», «Основы управления звучанием при игре на кларнете» и другие не менее важные работы.
Н.Волков выступал с мастер-классами в России и на Украине, посетив в частности города Ярославль, Нижний-Новгород, Тольятти, Саратов, Одесса, Николаев и другие. На протяжении всей своей творческой деятельности Николай Васильевич выступал и как солист-кларнетист, и участвовал в различных камерных ансамблях. Приоритетными композиторами в его концертных программах, были: Вебер, Сен-Санс, Брукнер, Василенко, Пуленк, Копленд и другие.
Среди многочисленных учеников Николая Васильевича много прекрасных исполнителей и преподавателей, например, М. Меринг — лауреат телевизионного конкурса «Щелкунчик» (2-я премия, 2001), лауреат Первого Московского открытого конкурса юных кларнетистов (1-премия, 2002), в составе стипендиатов фонда В. Спивакова выезжал в г. Кольмар (Франция) в качестве участника музыкального фестиваля памяти Ж.-П. Рампаля; А. Милкин — лауреат 1 Всероссийского Конкурса исполнителей на кларнете и саксофоне, лауреат Пражского Международного Конкурса «Концертино Прага» (1994) и другие.